# 門脇佳奈子
門脇 佳奈子（かどわき かなこ、1996年〈平成8年〉10月24日 - ）は、日本のYouTuber、在宅クリエーター。元タレントであり、女性アイドルグループ・NMB48チームBIIの元メンバーである。大阪府出身。芸能人時代の所属事務所はNMB48時代を含めてKYORAKU吉本.ホールディングス→Showtitleに所属していた。

## 略歴
- 2010年9月20日、『NMB48オープニングメンバーオーディション』に合格（応募総数7256名、最終合格者26名）。
- 2010年10月9日、『Visit Zooキャンペーン応援プロジェクト AKB48 東京秋祭り supported by NTTぷらら』においてNMB48第1期研究生26名の1人として初披露。
- 2010年12月18日、京セラドーム大阪で開催された『AKB48 Beginner【通常盤】全国握手会イベント「AKB48祭り」powered by ネ申テレビ』において、NMB48第1期研究生25名の1人として、サプライズライブを行い、「会いたかった」「NMB48」を披露した。
- 2011年1月1日、大阪市・難波のNMB48劇場において、『NMB48 1期生「誰かのために」』公演を開始、選抜メンバー16名のうちの1人として劇場公演デビューを果たした。
- 2011年3月10日、NMB48第1期研究生25名の中から16人のうちの1人としてチームNを結成。
- 2011年11月5日、「ポッキー&プリッツの日（11月11日）」に行われる通天閣とグリコのコラボレーション企画のため、通天閣の1日社長に就任する[2][3]。
- 2014年2月24日、Zepp DiverCityで開催された『AKB48グループ大組閣祭り』において、チームBIIへの異動が発表される[4]。
- 2014年4月22日、チームBIIに異動。
- 2015年10月22日、大阪城ホールで開催された『NMB48 5th Anniversary LIVE』最終日で、NMB48からの卒業を発表[5]。
- 2016年2月29日、NMB48を卒業。
- 2018年8月28日、西郷輝彦と『昼めし旅』の北海道編にて初共演。
- 2021年3月24日、YouTubeにて、同年3月末をもって芸能界を引退することを発表(但しYouTubeチャンネルは現在も続けている)[6]。
- 2021年8月15日、大阪城ホールで開催された『白間美瑠卒業コンサート〜みるるん、さるるん、ありがとう♡〜』に出演し、「雨の動物園」を歌唱した[7]。
- 2023年7月25日、結婚を報告[8]。

## 人物
- 愛称は、かなきち。同期生の松田栞の愛称が「しおきち」のため、2人で「きちきちコンビ」と名乗っている[9]。
- キャッチフレーズは「激甘スマイルと甘辛ダンスがぎゅっとつまった…かなきち定食をめしあがれ。NMB48一番の食いしん坊!　かなきちこと門脇佳奈子です」である[10]。
- ダンスは週1回習っていた。NMB48のオーディションを受けた理由は「ここなら毎日大好きなダンスができるだろうと思って」[11]。
- アイドルになってから髪型をおかっぱに変えたが、その風貌からメンバーには「座敷わらし」と呼ばれている[12]。2013年3月14日のリバイバル公演「誰かのために」にておかっぱ卒業を宣言[13]。
- 長所は、最後までやりきるところ[10]。
- 特技は、どこでもすぐ寝られること[10]。
- 『NMBとまなぶくん』（関西テレビ）内の企画で、2級小型船舶操縦士免許を取得した[14][15]。1度目の試験では不合格だったが、再度臨んだ2度目の試験で合格した[15]。
- 将来はバラエティ系に進みたいと考えている[11]。
- 釣りが好きである[動画 2]。
- 事務所の公式プロフィールでは身長が159cm（2020年時点[1]）となっていたが、2021年1月9日付のYouTubeチャンネルで「実際に測ってみたら156cm」と言っており、自身の妹（2歳下）よりも6cm低いことが判明している[動画 1]。

### NMB48
- 『NMB48 チームN 1st stage「誰かのために」』公演の全116公演に出演した[10]。
- 2011年12月には劇場公演の出演回数が200回を越えた[16]。
- 仲が良く、公演で一緒になることが多い上西恵は「明るくて、いるだけで場の空気が明るくなる、ムードメーカー的な存在」と語っている。逆に上西は、門脇の良き相談相手でもある[17]。
- お菓子が好きで、NMB48劇場には「かなきちBOX」という、門脇専用のお菓子を入れる箱が設置されている[18]。
- 同期の木下春奈とも仲が良く[19]、2ndシングル「オーマイガー!」の収録曲「なんでやねん、アイドル」はこのコンビがWセンターとなる。また、門脇と木下に白間美瑠を加えた3人を、門脇自ら「おバカ3姉妹」と呼んでおり[20]、『なにわなでしこ』の最終回でネタも披露した[21]。
- 3rdシングル「純情U-19」の発売前に「プロモーション強化委員長」として『NMB48学園〜教えて千鳥先生〜』にサプライズゲストで出演した[22][23]。
- Google+における、AKB48グループの部活動では軽音部に所属している[24]。

## NMB48での参加曲

### シングルCD選抜曲
- 絶滅黒髪少女
  - 青春のラップタイム
  - 待ってました、新学期 - 紅組 名義
  - 三日月の背中
- オーマイガー!
  - 捕食者たちよ - 紅組 名義
  - なんでやねん、アイドル
- 純情U-19
  - 努力の雫 - 白組 名義
- ナギイチ
  - 僕がもう少し大胆なら  - 紅組 名義
- ヴァージニティー
  - 妄想ガールフレンド
- 北川謙二
  - インゴール
- 「僕らのユリイカ」に収録
  - 奥歯 - 白組 名義
- カモネギックス
- 「高嶺の林檎」に収録
  - プロムの恋人 - 白組 名義
- らしくない
  - スターになんてなりたくない - Team BII 名義
- Don't look back!
  - 卒業旅行
  - ロマンティックスノー - Team BII 名義
- ドリアン少年
  - 心の文字を書け! - Team BII 名義
- 「Must be now」に収録
  - 片想いよりも思い出を…
  - 空腹で恋愛をするな - Team BII 名義

AKB48名義
- 「ギンガムチェック」に収録
  - あの日の風鈴 - ウェイティングガールズ 名義

### アルバム選抜曲
NMB48名義
- 『てっぺんとったんで!』に収録
  - てっぺんとったんで!
  - 12月31日
  - Lily - team N 名義
- 『世界の中心は大阪や 〜なんば自治区〜』に収録
  - イビサガール
  - “生徒手帳の写真は気に入っていない”の法則
  - 君にヤラレタ - Team BII 名義

### 劇場公演ユニット曲
チームN 1st Stage「誰かのために」公演
- ライダー

チームN 2nd Stage「青春ガールズ」公演
- 雨の動物園

チームN 3rd Stage「ここにだって天使はいる」公演
- 何度も狙え!
- 100年先でも

 チームBII 3rd Stage「逆上がり」公演
- 愛の色
- わがままな流れ星※
※薮下柊のアンダー

## 出演

### テレビドラマ
- マジすか学園4（2015年1月26日 - 3月30日、日本テレビ） - イブクロ 役

### バラエティ
- 発見!仰天!!プレミヤもん!!! 土曜はダメよ!（2011年4月16日 - 2016年2月27日、読売テレビ）
- どっキング48（2011年4月19日 - 2013年3月26日、関西テレビ）
- なにわなでしこ（2011年7月12日 - 12月28日、日本テレビ）
- NMBとまなぶくん（2013年4月11日 - 2016年2月25日、関西テレビ）
- ビッグフィッシング（2016年4月7日 - 、サンテレビ） - アシスタント
- コロムビアアイドル育成バラエティ14☆少女奮闘記! 〜メジャーデビューへの道〜（2016年4月15日 - 、Kawaiian TV） - アシスタント[25]
- オードリーさん、ぜひ会ってほしい人がいるんです。（2017年4月 - 、中京テレビ） - アシスタント。2016年12月の年末特番「みんなでつくる生放送！オドぜひ年末歳末SP」の結果により、2017年4月より不定期で出演。
- これが世界の行き止まり！地球のはしっこ！絶景ハウス（2017年10月14日、テレビ東京）ロシアまで5㎞【アメリカのはしっこに建つ家】- 佐藤唯と訪問
- 平成生まれ3000万人!そんなコト考えたことなかったクイズ (2018年8月28日、ABC・テレビ朝日) - 出題時の娘役

### 特別番組
- 24時間テレビ 「愛は地球を救う」(2018年8月26日、読売テレビ)※あべのハルカスからの募金中継

### ウェブテレビ
- Abema Game 9 アゲナイッ! フライデー（2018年1月26日 - 4月13日、AbemaTV） - アシスタント
- パラビき!パラビき!あらびき団 〜四天王編〜 （2018年5月4日 - 18日、Paravi）

### 映画
- NMB48 げいにん!THE MOVIE お笑い青春ガールズ!（2013年8月1日、よしもとクリエイティブ・エージェンシー）
- 愛MY〜タカラモノと話せるようになった女の子の話〜（2017年1月28日、KATSU-do） - 主演・谷口マイ 役[26]　※第8回沖縄国際映画祭出品作品[27][28]

### CM
- フィッシングエイト（2016年）[29]

## 書籍

### 雑誌・新聞連載
- サンケイスポーツ
  - ガチで釣ります！！（2012年6月13日 - 、月一回水曜日掲載）

### 動画
1. 1 2  門脇佳奈子 【初登場の妹！】元アイドルの姉のことどう思ってるの？赤裸々に語りまくりw - YouTube（2021年1月9日）2021年1月21日閲覧。
2. 1 2  門脇佳奈子 【釣りYouTube開始】釣った魚で漬け丼を作って食べてみた。 - YouTube（2018年10月26日）2021年1月21日閲覧。